# محمد حدادو
محمد حدادو (انگلیسی: Mohamed Haddadou؛ زادهٔ ۲۴ دسامبر ۱۹۷۴) بازیکن فوتبال اهل فرانسه است.
از باشگاه‌هایی که در آن بازی کرده‌است می‌توان به باشگاه فوتبال استاد رنس و باشگاه فوتبال لو مان اشاره کرد.